# 罗蒙诺索夫环形山

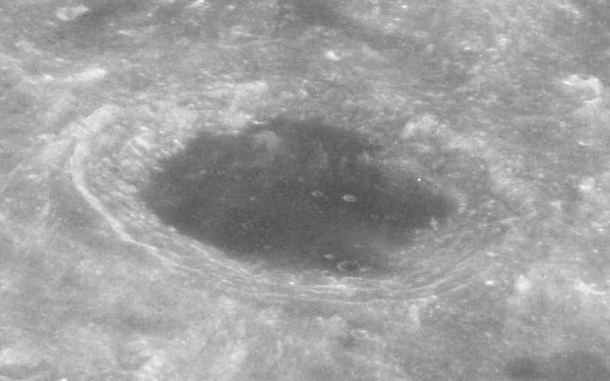
阿波罗18号在太阳高角度照射下拍摄的斜视图，显示了环形山坑底幽暗的表面。

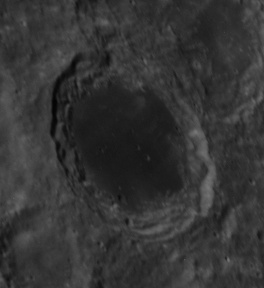
阿波罗14号哈苏相机拍摄的斜视图

罗蒙诺索夫环形山（Lomonosov）是位于月球西侧边缘上的一座撞击坑，形成于早雨海世时期。以俄罗斯科学家、博物学家、化学和物理学家米哈伊尔·瓦西里耶维奇·罗蒙诺索夫（1711年-1765年）的名字命名，1961年被国际天文学联合会正式批准接受。

## 描述
罗蒙诺索夫环形山几乎紧贴着更大的约里奥环形山东北偏东的外侧边缘，并覆盖了麦克斯韦尔陨石坑的南部边缘；罗蒙诺索夫环形山南侧边缘与较小的爱迪生陨石坑相连。东南偏东方坐落着阿尔塔莫诺夫陨石坑；而在东侧则绵延着134公里的阿尔塔莫诺夫链坑。该环形山中心的月面座标为27°21′N 98°17′E / 27.35°N 98.28°E，直径92公里，深约2.8公里。
罗蒙诺索夫环形山外观呈多边形，侵蚀程度一般，坑壁边缘清晰，内壁坡阶梯结构较窄；北侧狭窄的内壁重叠在麦克斯韦尔陨石坑上；坑壁较周边地形高出1430米，内部容积约8200公里³。碗状的坑底覆盖着黑色的玄武质熔岩，留下一个幽暗、平坦的表面，散落着数座微小的陨坑和一些来自布鲁诺陨石坑的辐射条纹。陨坑内熔岩只淹没了最低处的地表，大部分内侧壁仍未被覆盖，沿北、东内壁底部有崩塌的痕迹。